# Liberk
Liberk település Csehországban, Rychnov nad Kněžnou-i járásban. Liberk Pěčín, Orlické Záhoří, Zdobnice, Rychnov nad Kněžnou, Deštné v Orlických horách, Osečnice, Lukavice, Rokytnice v Orlických horách, Skuhrov nad Bělou és Javornice településekkel határos. Lakosainak száma 677 fő (2024. január 1.).

## Népesség
A település lakosságának változását az alábbi diagram mutatja:
| Lakosok száma | 4047 | 4078 | 3061 | 792  | 707  | 699  | 706  | 704  | 675  | 677  |
|               | 1869 | 1890 | 1921 | 1950 | 1980 | 2001 | 2017 | 2019 | 2022 | 2024 |